# Делтоидна топола
Делтоидната топола, наричана също канадска топола (Populus deltoides), е дървесен вид от семейство Върбови. На височина достига до 35 m. Расте в южните части на Канада, източните части на САЩ и най-северните части на Мексико.
Подвидове
- Populus deltoides deltoides
- Populus deltoides monilifera
- Populus deltoides wislizeni